# Référendums liechtensteinois de 1975
Trois référendums ont lieu au Liechtenstein en 1975. Les deux premiers le 2 mars et le troisième le 30 novembre.

## Premier référendum de mars

### Contenu
Le référendum porte sur une augmentation des impôts sur la fortune, sur les revenus, sur les dividendes et sur les véhicules à moteur.

### Contexte
Il s'agit d'un référendum facultatif d'origine parlementaire : au vu du déficit du pays le Landtag décide de soumettre à la votation populaire le projet de loi voté le 18 décembre 1974 dans le cadre de l'article 66 de la constitution.

### Résultats
| Choix                                 | Votes | %     |
| ------------------------------------- | ----- | ----- |
| Pour                                  | 1 565 | 43,17 |
| Contre                                | 2 060 | 56,83 |
| Votes blancs et invalides             | 129   | –     |
| Total                                 | 3 754 | 100   |
| Inscrits/Participation                | 4 650 | 80,75 |
| Source: Démocratie Directe (Allemand) |       |       |

## Deuxième référendum de mars

### Contenu
Le référendum porte sur une modification du code des impôts pour diminuer la part redistribuée aux communes.

### Contexte
Une initiative populaire est à l'origine en 1970 du triplement de la part des impôts redistribuée aux communes. Au vu du déficit du pays, le gouvernement cherche à réduire cette part en modifiant les articles 127 et 128 du code des impôts.
Il s'agit d'un référendum facultatif d'origine parlementaire : le Landtag décide de soumettre le projet de loi voté le 18 décembre 1975 à la votation populaire dans le cadre de l'article 66 de la constitution.

### Résultats
| Choix                                 | Votes | %     |
| ------------------------------------- | ----- | ----- |
| Pour                                  | 1 565 | 41,56 |
| Contre                                | 2 060 | 58,44 |
| Votes blancs et invalides             | 129   | –     |
| Total                                 | 3 754 | 100   |
| Inscrits/Participation                | 4 650 | 80,73 |
| Source: Démocratie Directe (Allemand) |       |       |

## Référendum de novembre

### Contenu
Le référendum porte sur un amendement constitutionnel de nature à changer le système électoral utilisé pour les élections législatives d'un système proportionnel à un système majoritaire.

### Contexte
Il s'agit d'une initiative populaire lancée par le Parti progressiste des citoyens qui procède à la collecte des 900 signatures nécessaires pour un projet d'ordre constitutionnel. Le PPC avait perdu lors des Élections législatives liechtensteinoises de 1970 la majorité des sièges au Landtag qui lui permettait d'être à la tête de la coalition avec l'Union patriotique initiée 31 ans auparavant lors des Élections silencieuses de 1939.
Le projet d'amendement prévoit pour les 15 députés du landtag une élection au Scrutin uninominal majoritaire à un tour, dans 15 circonscriptions respectant le ratio 60:40 de 9 sièges pour le Haut Pays et 6 pour le Bas Pays.
Le seuil de 900 inscrits ayant été atteint, l'initiative constitutionnelle est envoyé devant le Landtag le 5 juillet 1975 dans le cadre de l'article 64.2 de la constitution. Le parlement la rejette par 8 voix contre 7, entraînant sa mise en votation.

### Résultats
| Choix                                 | Votes | %     |
| ------------------------------------- | ----- | ----- |
| Pour                                  | 1 965 | 49,72 |
| Contre                                | 1 987 | 50,28 |
| Votes blancs et invalides             | 121   | –     |
| Total                                 | 4 073 | 100   |
| Inscrits/Participation                | 4 717 | 86,34 |
| Source: Démocratie Directe (Allemand) |       |       |